# العلاقات السويسرية الليبيرية
العلاقات السويسرية الليبيرية هي العلاقات الثنائية التي تجمع بين سويسرا وليبيريا.

## مقارنة بين البلدين
هذه مقارنة عامة ومرجعية للدولتين:
| وجه المقارنة                                              | سويسرا                                                                                      | ليبيريا      |
| --------------------------------------------------------- | ------------------------------------------------------------------------------------------- | ------------ |
| المساحة (كم2)                                             | 41.28 ألف                                                                                   | 111.37 ألف   |
| عدد السكان (نسمة)                                         | 8.21 مليون                                                                                  | 4.73 مليون   |
| الكثافة السكانية (ن./كم²)                                 | 198.89                                                                                      | 42.47        |
| العاصمة                                                   | برن                                                                                         | مونروفيا     |
| اللغة الرسمية                                             | اللغة الألمانية، اللغة الإيطالية، لغة فرنسية، اللغة الرومانشية، الألمانية السويسرية الموحدة | لغة إنجليزية |
| العملة                                                    | فرنك سويسري                                                                                 | دولار ليبيري |
| الناتج المحلي الإجمالي (بليون دولار)                      | 678.89 مليار                                                                                | 2.16 مليار   |
| الناتج المحلي الإجمالي (تعادل القوة الشرائية) بليون دولار | 518.07 مليار                                                                                | 3.76 مليار   |
| الناتج المحلي الإجمالي الاسمي للفرد دولار أمريكي          | 80.94 ألف                                                                                   | 455          |
| الناتج المحلي الإجمالي للفرد دولار أمريكي                 | 59.54 ألف                                                                                   | 842          |
| مؤشر التنمية البشرية                                      | 0.930                                                                                       | 0.430        |
| رمز المكالمات الدولي                                      | +41                                                                                         | +231         |
| رمز الإنترنت                                              | .ch، .swiss ‏                                                                                | .lr          |
| المنطقة الزمنية                                           | توقيت وسط أوروبا، ت ع م+01:00، ت ع م+02:00، أوروبا/زيورخ ‏                                   | 00           |

## منظمات دولية مشتركة
يشترك البلدان في عضوية مجموعة من المنظمات الدولية، منها:
| علم المنظمة | اسم المنظمة                               | تاريخ انضمام سويسرا | تاريخ انضمام ليبيريا |
| ----------- | ----------------------------------------- | ------------------- | -------------------- |
|             | مؤسسة التمويل الدولية                     | 29 مايو 1992        | 28 مارس 1962         |
|             | منظمة حظر الأسلحة الكيميائية              | ?                   | ?                    |
|             | البنك الإفريقي للتنمية                    | ?                   | ?                    |
|             | يونسكو                                    | 28 يناير 1949       | 6 مارس 1947          |
|             | الأمم المتحدة                             | 10 سبتمبر 2002      | 2 نوفمبر 1945        |
|             | الاتحاد الدولي للاتصالات                  | 1866                | 10 أكتوبر 1927       |
|             | منظمة الشرطة الجنائية الدولية             | ?                   | ?                    |
|             | البنك الدولي للإنشاء والتعمير             | 29 مايو 1992        | 28 مارس 1962         |
|             | الاتحاد البريدي العالمي                   | ?                   | ?                    |
|             | مؤسسة التنمية الدولية                     | 29 مايو 1992        | 28 مارس 1962         |
|             | المركز الدولي لتسوية المنازعات الاستشارية | 14 يونيو 1968       | 16 يوليو 1970        |
|             | وكالة ضمان الاستثمار متعدد الأطراف        | 12 أبريل 1988       | 12 أبريل 2007        |

## وصلات خارجية
- موقع وزارة الخارجية السويسرية
- موقع وزارة الخارجية الليبيرية